# 下関郵便局
下関郵便局（しものせきゆうびんきょく）は、山口県下関市にある郵便局。民営化前の分類では集配普通郵便局であった。

## 概要
住所：〒750-8799 山口県下関市竹崎町2-12-12

### 併設施設
- ゆうちょ銀行下関店（広島支店下関出張所）：取扱店番号550810

### 分室
分室はなし。かつては以下の分室が存在した。
- 貯金保険分室 - 1945年（昭和20年）に廃止。
- 下関駅内分室 - 1972年（昭和47年）に廃止。

### 出張所（局外ATM）
2007年（平成19年）10月1日の民営化までは以下の場所に出張所としてATMを設置していた。現在も同じ場所にATMがあるが、管理はゆうちょ銀行広島支店となっている。
- シーモール内出張所
- シーモール下関3F出張所

## 沿革
- 1902年（明治35年）11月5日 - 下関郵便電信局の細江支局として開設[1]。
- 1903年（明治36年）4月1日 - 通信官署官制の施行に伴い下関細江郵便局（二等）となる[1]。
- 1905年（明治38年）6月12日 - 下関西郵便局に改称[1][2]。
- 1913年（大正2年）6月13日 - 下関西郵便局を廃止[3]、下関郵便局細江分室を設置[4]。
- 1915年（大正4年）4月1日 - 下関郵便局細江分室を廃止[5]、下関細江郵便局（二等）を再設置[6]。
- 1921年（大正10年）9月14日 - 下関郵便局に改称、等級を二等から一等に改定[7]。
- 1945年（昭和20年）3月21日 - 下関市西細江町から同市竹崎町に移転[8]、貯金保険分室を廃止[9]。
- 1961年（昭和36年）1月15日 - 和文電報受付および電話通話事務の取扱を開始[10]。
- 1962年（昭和37年）7月 - 新局舎落成。
- 1972年（昭和47年）10月1日 - 下関駅内分室を廃止[11]。
- 1980年（昭和55年）3月24日 - 下関市竹崎町四丁目から同市竹崎町二丁目に移転。
- 1991年（平成3年）10月1日 - 外国通貨の両替および旅行小切手の売買に関する業務取扱を開始。
- 2007年（平成19年）10月1日 - 民営化に伴い、併設された郵便事業下関支店、ゆうちょ銀行下関店に一部業務を移管。
- 2012年（平成24年）10月1日 - 日本郵便株式会社の発足に伴い、郵便事業下関支店を下関郵便局に統合。
- 2017年（平成29年）
  - 1月1日 - ゆうゆう窓口の24時間営業を中止[12]。
  - 2月13日 - 地域区分（郵便番号の上2桁が75の地域あての郵便物を配達局ごとに区分）局業務を山口郵便局に移管。

## 取扱内容

### 下関郵便局
- 郵便、印紙、ゆうパック、内容証明
- 生命保険、バイク自賠責保険、自動車保険、がん保険、引受条件緩和型医療保険
- 下関市の一部（本庁地区のうち下関駅、唐戸、東駅など、彦島地区）の集配業務
- ゆうゆう窓口

### ゆうちょ銀行下関店
- 貯金、貸付、為替、振替、振込、国際送金、外貨両替、国債、投資信託
- ATM

## 周辺
- 山口県国際総合センター（海峡メッセ下関）
- シーモール下関
- グリーンモール商店街
- 山口銀行本店
- 山口フィナンシャルグループ本店
- 下関市民会館
- 下関港国際ターミナル
- 竹崎町

## アクセス
- JR山陽本線 下関駅（西口）から徒歩約4分
- サンデンバス 下関駅停留所下車
- 中国自動車道、関門橋 下関ICから南西へ約4km
- 国道9号沿い
- 駐車場あり：7台